# کریس بیردزلی
کریس بیردزلی (انگلیسی: Chris Beardsley؛ زادهٔ ۲۸ فوریهٔ ۱۹۸۴) بازیکن فوتبال اهل بریتانیا است.
از باشگاه‌هایی که در آن بازی کرده‌است می‌توان به باشگاه فوتبال یورک سیتی، باشگاه فوتبال منزفیلد تاون، باشگاه فوتبال پرستون نورث اند، باشگاه فوتبال دونکستر راورز، باشگاه فوتبال بریستول راورز، باشگاه فوتبال استیونج، باشگاه فوتبال کیدرمینستر هاریرس، باشگاه فوتبال کترینگ تاون، و باشگاه فوتبال وورکساپ تاون اشاره کرد.